# Sapromyza atrivena
Sapromyza atrivena är en tvåvingeart som beskrevs av Shewell 1971. Sapromyza atrivena ingår i släktet Sapromyza och familjen lövflugor. Inga underarter finns listade i Catalogue of Life.